# Anne Françoise Garréta
Anne Françoise Garréta (París, Francia, 1962) es una novelista francesa y miembro del grupo literario experimental Oulipo, la primera en nacer después de la fundación del grupo. Fue la ganadora del Premio Médicis en 2002 por su novela Pas un jour.

## Vida y obra

### Primeros años y carrera académica
Anne Garréta nació en 1962 en París. En 1982 se graduó en la École normale supérieure. Más adelante, ejerció como profesora de literatura de los siglos XVII y XVIII en la Universidad de Princeton.
En 1995 fue nombrada maître de conférences en la Universidad de Rennes 2. Actualmente enseña en la Universidad de Duke como profesora de investigación de literatura y estudios románicos.

### Oulipo
En 1993, Garréta conoció al escritor oulipiano Jacques Roubaud. Luego fue invitada a presentar su trabajo en un seminario de Oulipo de marzo de 1994. Repitió su participación en mayo de 2000 para finalmente unirse al Oulipo. 
Ganó el Premio Médicis en 2002 por su novela Pas un jour, siendo la segunda oulipiana en ganar el premio tras Georges Perec en 1978. Garréta también ha contribuido a La Bibliothèque oulipienne, una colección de textos breves escritos por miembros del grupo. Garréta escribió dos textos para esta colección: N-amor (2007) y Tu te souviens… ? (con Valérie Beaudouin, 2007).

### Carrera como escritora
Su primera novela, Sphinx (Grasset, 1986, fue aclamada por la crítica. Esta cuenta una historia de amor entre dos personas sin dar ninguna indicación de sus géneros. Publicada cuando la autora tenía veintitrés años, Sphinx fue la primera novela de una mujer miembro de Oulipo en ser traducida al inglés. 
Su segunda novela, Ciels liquides (Grasset, 1990), cuenta el destino de un personaje que pierde el uso del lenguaje. En La descomposición (Grasset, 1999), un asesino en serie asesina metódicamente a personajes de En busca del tiempo perdido de Marcel Proust .
En su libro Pas un jour (Grasset, 2002) recuerda a "una mujer a la que ha deseado o que la ha deseado” durante todos los días de un mes.